# アブラゼミ
アブラゼミ（油蟬、鳴蜩、学名 Graptopsaltria nigrofuscata）は、カメムシ目（半翅目）ヨコバイ亜目（同翅亜目）セミ科に分類されるセミの一種。褐色の不透明な翅をもつ大型のセミである。

## 特徴
「アブラゼミ」という名前の由来は、翅が油紙を連想させるため名付けられたという説や、鳴き声が油を熱したときに撥ねる音に似ているため、「油蝉（アブラゼミ）」と名付けられた説などがある。
体長は 56-60mm で、クマゼミより少し小さくミンミンゼミと同程度である。頭部は胸部より幅が狭く、上から見ると頭部は丸っこい。体は黒褐色から紺色で、前胸の背中には大きな褐色の斑点が2つ並ぶ。セミの多くは透明の翅をもつが、アブラゼミの翅は前後とも不透明の褐色をしていて、世界でも珍しい翅全体が不透明のセミである。なお、この翅は羽化の際は不透明の白色をしている。
抜け殻はクマゼミと似ているが、ひとまわりほど小さく、全身につやがあり色がやや濃い。また、抜け殻に泥がつかないのも特徴である。

## 分布
日本（北海道から九州、屋久島）、朝鮮半島、中国北部に分布する。人里から山地まで幅広く生息し、都市部や果樹園でも多く見ることができる。
南西諸島の奄美群島から沖縄諸島には本種の近縁種であるリュウキュウアブラゼミが生息する。このセミは成虫・幼虫ともに湿度の高い環境を好むため、森林部には多いが市街地にはほとんど生息しない。

### 日本における生息環境
アブラゼミは北海道・本州・四国・九州の広い範囲に生息しており、かつては都心部でも最も多いセミであった。しかし、環境の変化やヒートアイランド現象の進行等を背景に、一部都市では生息数が減少している。

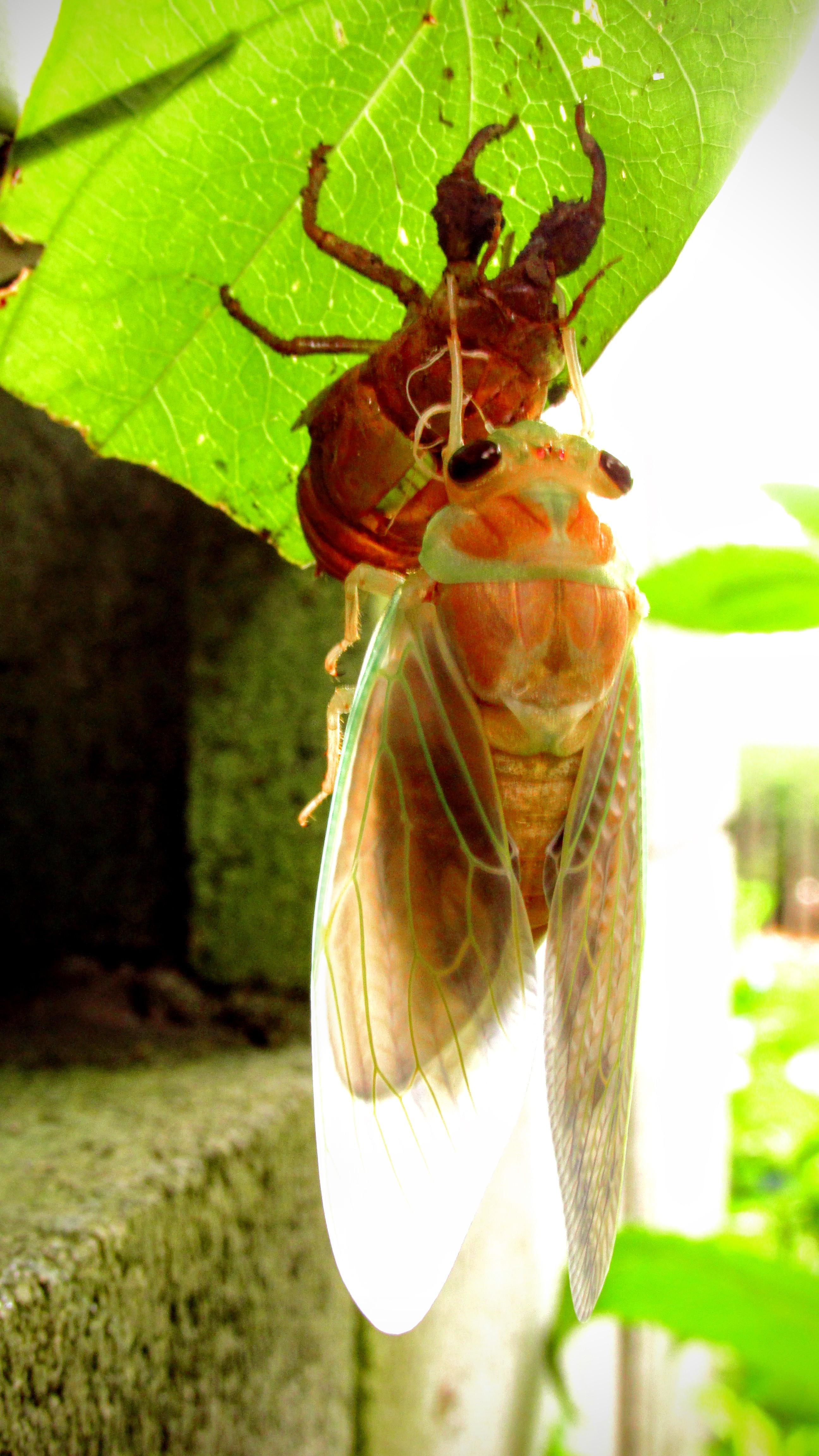
住宅地の民家の庭木から羽化した直後

一方、本州日本海側や九州の多くの地域ではアブラゼミが減少しておらず、むしろ優勢な地域が多い。特に北陸地方では、ほとんどの地域で近年アブラゼミの勢力が著しく強くなっている。また、東京都内でも全体的には現在でもアブラゼミが最も多い。ただし、このようなセミ類の増減動向は、周囲環境の変化や、年ごとの気候条件によって強く左右される。そのため、一時的な数字でもって、生息数の変化や幼虫の期間を推測することには注意を要する。

### アブラゼミ減少の原因

#### 都市部の温暖化・乾燥化説
アブラゼミは幼虫・成虫とも、クマゼミやミンミンゼミと比べると湿度のやや高い環境を好むという仮説がある。実際、都市化の進んだ地域ではヒートアイランド現象による乾燥化によってアブラゼミにとっては非常に生息しにくい環境となっており、乾燥に強い種類のセミが優勢となっている。つまり、東京都心部ではミンミンゼミに、大阪市など西日本太平洋側の大都市中心部ではクマゼミに置き換わっているという説もある。
また、セミは地温のみならず地中の湿度からも多大な影響を受ける。たとえば、年間にわたって湿度が比較的高い九州南部よりも、瀬戸内地方の都市部や静岡県の市街地のほうがアブラゼミの減少ペースが早い。特に静岡県では、冬の乾燥が大きな原因となっているとみられる。この現状を考慮した場合、上述の仮説は正しいということになるが、それを明確に立証する研究結果はまだ出ていない。
なお、これらは一部の地域の話であり、都内23区や都市部の市街地でもアブラゼミが最も多く生息している場所が現在でも多く、夏場の高温で知られる埼玉県内は全く減少しておらず、アブラゼミを見る機会が最も多い。

#### 野鳥の捕食説
本種が都市で減少した直接の要因として野鳥による捕食が重要であることがアメリカ昆虫学会誌に報告されている。アブラゼミ成虫の天敵は主に野鳥であるが、都市での捕食圧は極めて高く、ほとんどのアブラゼミが捕食される。逆にクマゼミへの捕食圧は、都市では低くなる。この差は、それぞれのセミが天敵から逃げる方法（捕食回避戦略）による。天敵に気付いたアブラゼミは周辺の樹木に隠れるので、都市など樹木が粗な環境では隠れるのに手間取り捕食されやすくなるが、クマゼミは木に隠れず飛んで逃げるので周囲の空間が開けているほど効率がよくなるためである。

### クマゼミとの関係
上述のように、都市部においては「湿った所にアブラゼミ、乾いたところにクマゼミがいる」との説が唱えられている。これに対し京都成安高等学校教諭・米沢信道と生物部の生徒は10年間の調査を行い、「アブラゼミ、クマゼミはそれぞれ好む木、嫌いな木があり（樹種嗜好性）乾湿によってきまるものではない」と解明された。（下記外部リンク「米蝉ナール」参照）
ただし、これはあくまで京都市街地のみの研究結果にすぎず、大阪市内では上述のとおり異なった結果が出ていることに注意を要する。

## 生態
成虫はサクラ、ナシ、リンゴなどバラ科樹木に多い。成虫も幼虫もこれらの木に口吻を差しこんで樹液を吸う。そのため、ナシやリンゴについては害虫として扱われることもある。
成虫は7月から9月上旬くらいまで多く発生するが、10月や11月でもたまに鳴き声が聞こえることがある。オスがよく鳴くのは午後の日が傾いてきた時間帯から日没後の薄明までの時間帯である。
鳴き声は「ジー…」と鳴き始めたあと「ジジジジジ…」とも「ジリジリジリ…」とも聞こえる大声が15-20秒ほど続き「ジジジジジー…」と尻すぼみで鳴き終わる。単調で、抑揚のあるニイニイゼミと識別出来る。この鳴き声は昼下がりの暑さを増幅するような響きがあり「油で揚げるような」という形容を使われることが多い。「アブラゼミ」という和名もここに由来する。

### 夜鳴き
このセミは「夜鳴き」をすることで有名である。もともとこのセミは薄暗く湿度の比較的高い時間帯を好むため、最も盛んに発声活動をするのが夕刻時である。深夜の発声活動はその延長であるが、生息密度がある程度高い時期にしか普通は鳴かない。また、クマゼミ・ミンミンゼミ・エゾゼミも、生息密度が高い時期は夜中に鳴いていることも多い。しかし、これらのセミと比較してもアブラゼミは特に夜鳴きをしやすいセミであるため、少しでも生息密度が高くなればすぐに夜鳴きをする傾向がある。

## 近縁種
リュウキュウアブラゼミ Graptopsaltria bimaculata Kato, 1925
成虫の体長は53-66mm。前胸の褐色部がアブラゼミより広く、後胸部も褐色である。奄美大島、加計呂麻島、請島、与路島、徳之島、沖縄本島、渡嘉敷島、久米島に分布する。オスは「ジュクジュクジュクジーーイッ」という数秒ほどの鳴き声を繰り返す。ジュクジュクジュクと声を大きくしながら鳴き始めるが、ジーイッと突然鳴き止んでしまうように鳴き終わる。アブラゼミとはかなり異なった鳴き声である。沖縄本島では森林・低山帯ではごく普通に生息するが、市街地では生息数が少ない。

## 画像

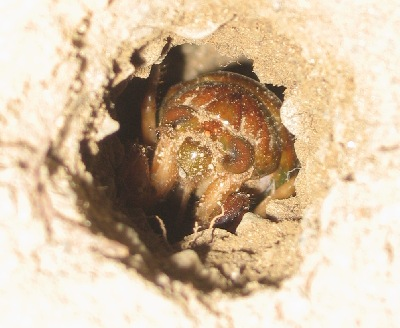
羽化のため地上に出ようとしている幼虫
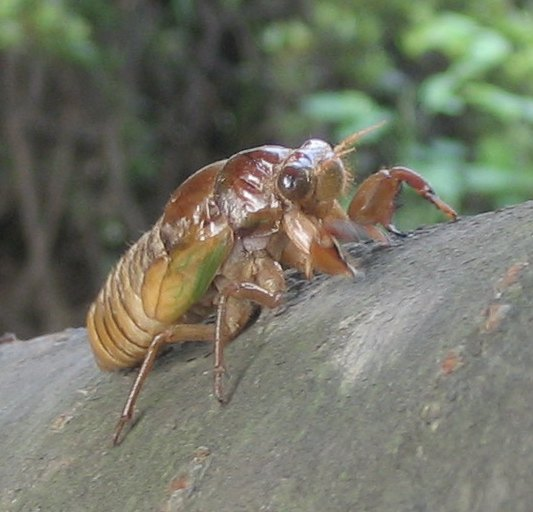
木を登る
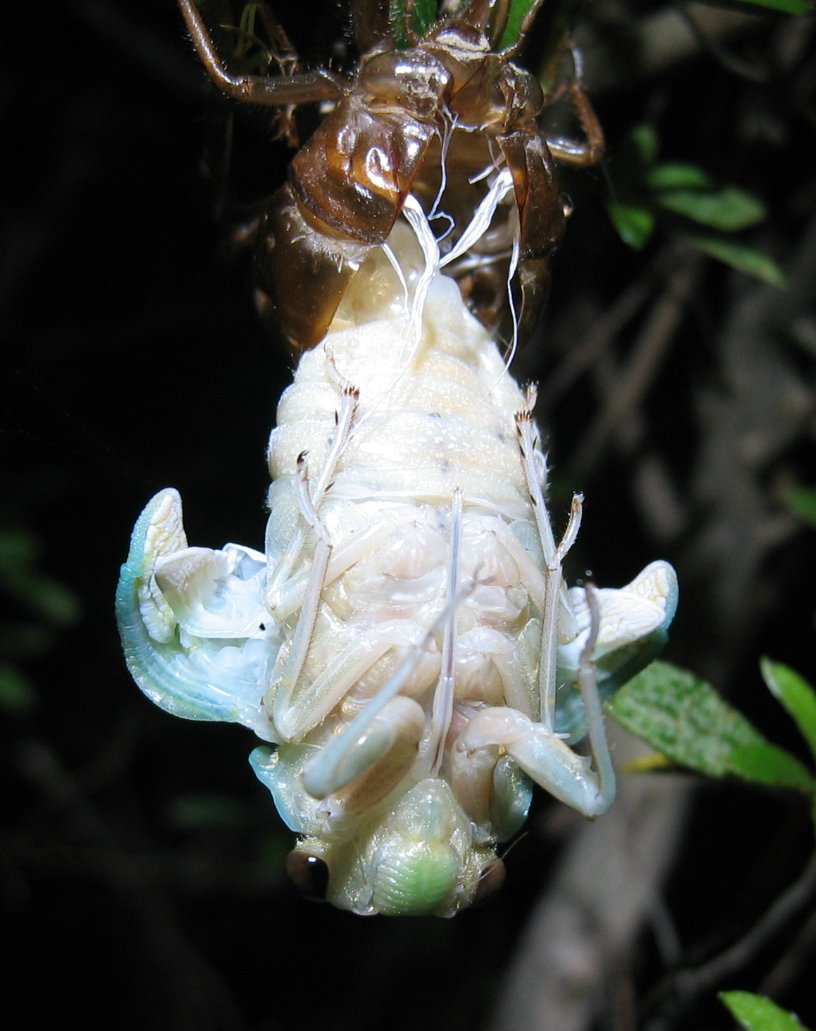
羽化中（前2者とは別個体）
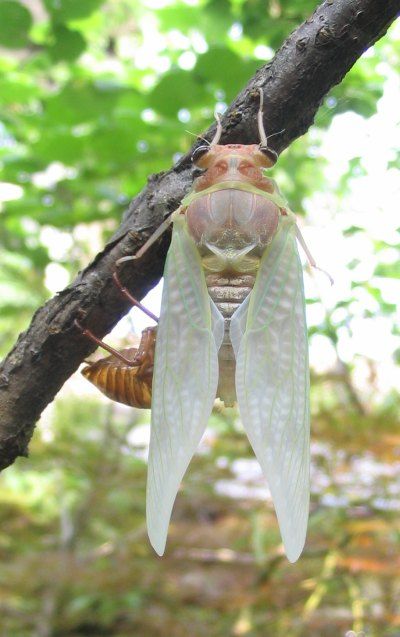
羽化直後（前3者とは別個体）
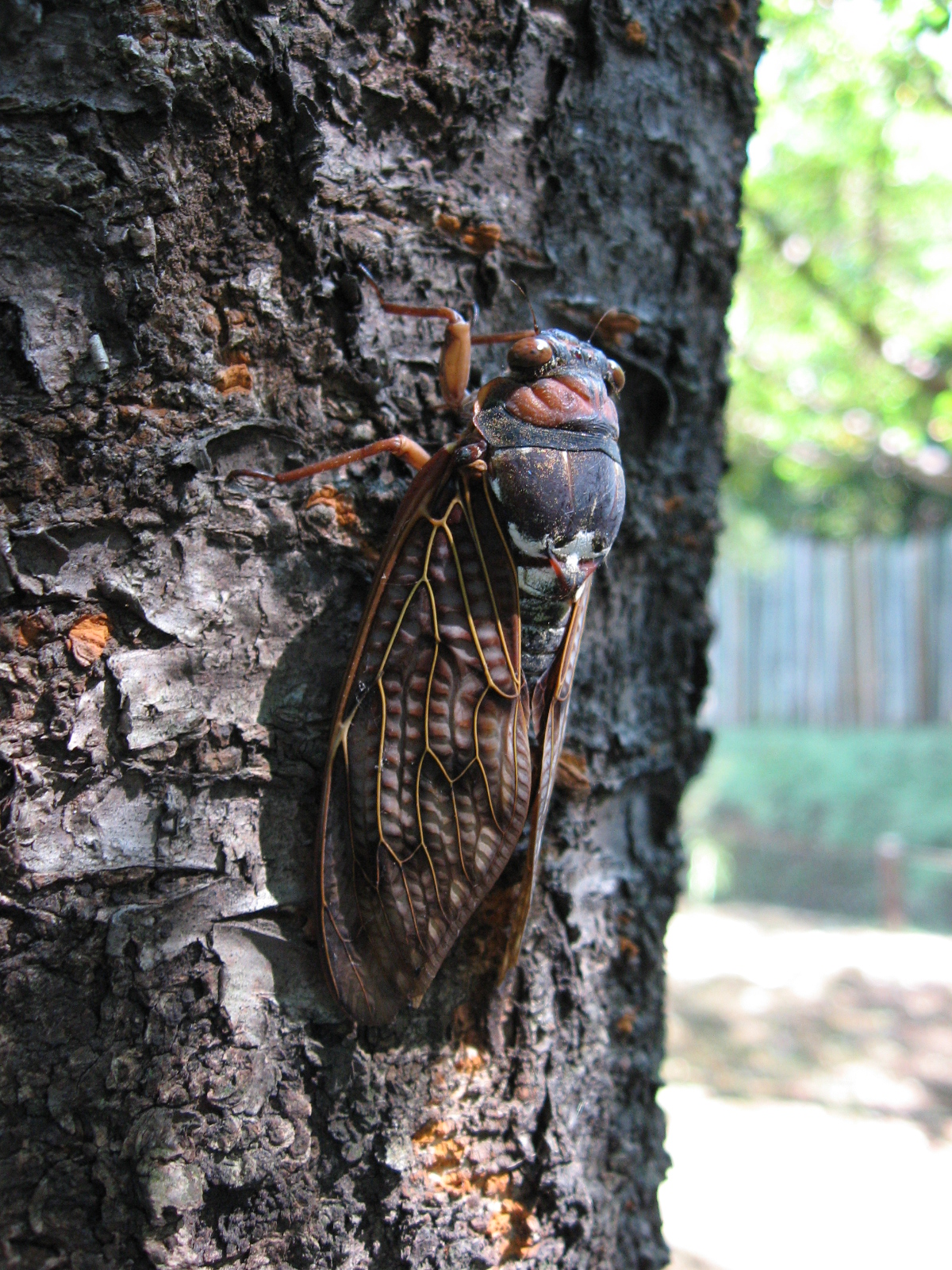
成体。黒い体と褐色の翅が樹皮への擬態に役立っている。
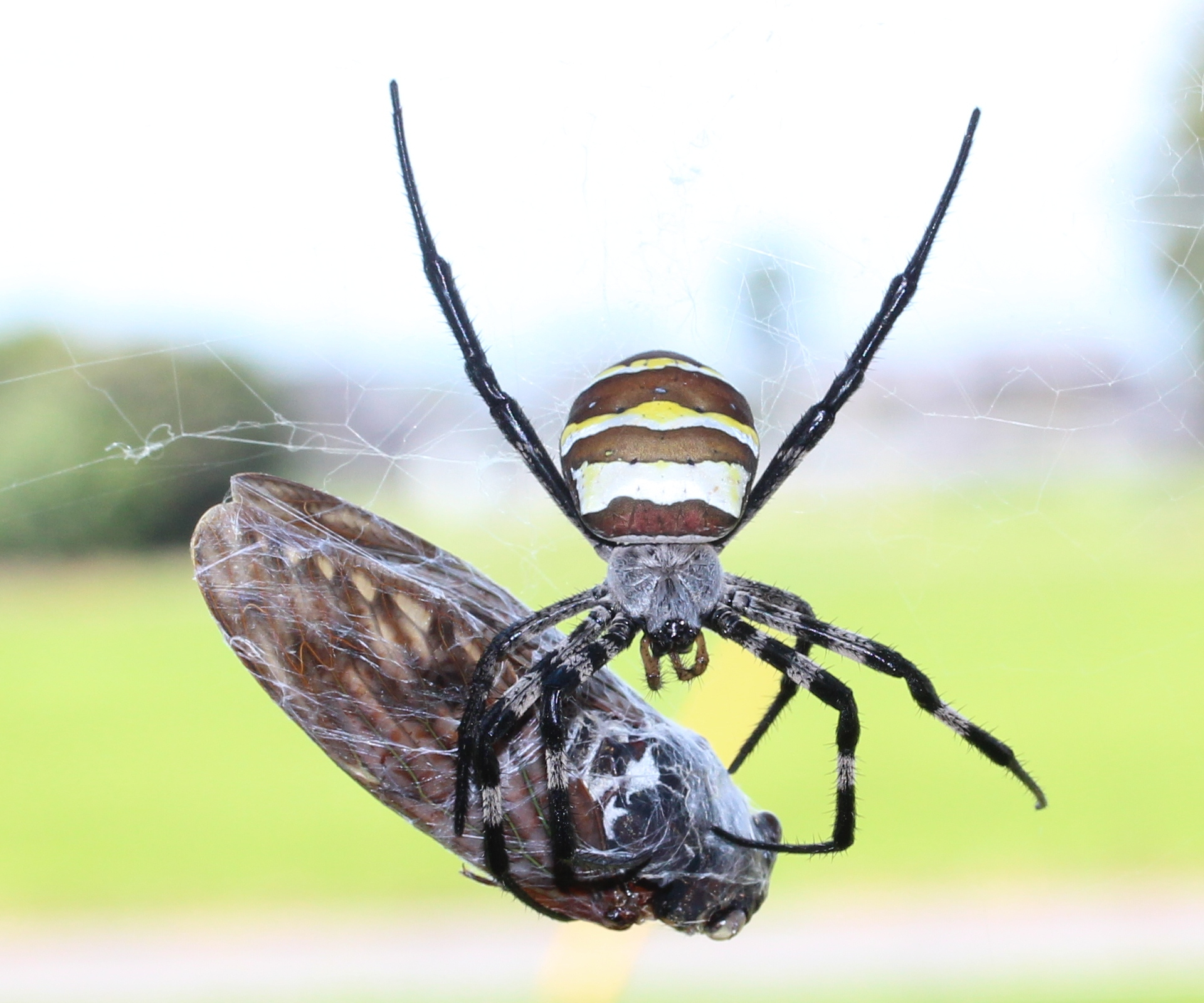
コガネグモに捕獲された成体